# Cultroribula arctica
Cultroribula arctica är en kvalsterart som beskrevs av Poltavskaja 1994. Cultroribula arctica ingår i släktet Cultroribula och familjen Astegistidae. Inga underarter finns listade i Catalogue of Life.